# Allondon
L'Allondon est une rivière franco-suisse et un affluent droit du Rhône.

## Géographie
D'une longueur d'environ 22 kilomètres dont 17,8 km en France (y compris la zone de mitoyenneté franco-suisse), elle est un affluent du Rhône qui prend sa source au pied du massif du Jura (près d'Échenevex dans le département français de l'Ain) et se jette dans le Rhône à proximité des Teppes de Verbois et du village de La Plaine après avoir longé les communes genevoises de Dardagny, Russin et Satigny.

### Communes et cantons traversés
Sur France l'Allondon traverse les communes de Chevry, Crozet, Saint-Genis, Sergy et Thoiry, dans le département de l'Ain. Sur Suisse elle traverse ou borde les communes de Satigny, Russin et Dardagny, dans le canton de Genève.

### Bassin versant
La surface du bassin-versant est de 119 km2, dont 115 en France.

## Affluents
Les affluents de l'Allondon sont les suivants, :
| Nom                        | Nom                        | Nom                        | Nom                        | Longueur | Bassin versant | Source | Confluence                           | Commentaires                            |
| -------------------------- | -------------------------- | -------------------------- | -------------------------- | -------- | -------------- | ------ | ------------------------------------ | --------------------------------------- |
| 1. ruisseau du Lion        | 1. ruisseau du Lion        | 1. ruisseau du Lion        | 1. ruisseau du Lion        | 9,8 km   |                |        | 46° 14′ 03″ nord, 6° 01′ 01″ est (G) |                                         |
|                            | Le Grand Journans          | Le Grand Journans          | Le Grand Journans          | 15,4 km  |                |        |                                      | [ 4 ]                                   |
|                            |                            | la Varfeuille              | la Varfeuille              | 4 km     |                |        |                                      | [ 5 ]                                   |
|                            |                            |                            | By                         | 3,4 km   |                |        |                                      | [ 6 ]                                   |
|                            |                            | bief de la Janvion         | bief de la Janvion         | 3,3 km   |                |        |                                      | [ 7 ]                                   |
|                            | Le Petit Journans          | Le Petit Journans          | Le Petit Journans          | 3,3 km   |                |        |                                      | [ 8 ]                                   |
|                            | torrent du puits d'enfer   | torrent du puits d'enfer   | torrent du puits d'enfer   | 1,1 km   |                |        |                                      |                                         |
|                            | torrent du marpeyre        | torrent du marpeyre        | torrent du marpeyre        | 2,1 km   |                |        |                                      |                                         |
| 2. nant de l'Écra          | 2. nant de l'Écra          | 2. nant de l'Écra          | 2. nant de l'Écra          | 1,7 km   |                |        | 46° 13′ 21″ nord, 6° 00′ 12″ est (G) |                                         |
| 3. ruisseau de l'Allemogne | 3. ruisseau de l'Allemogne | 3. ruisseau de l'Allemogne | 3. ruisseau de l'Allemogne | 3,7 km   |                |        | 46° 13′ 21″ nord, 6° 00′ 12″ est (D) |                                         |
| 4. ruisseau du Crêt        | 4. ruisseau du Crêt        | 4. ruisseau du Crêt        | 4. ruisseau du Crêt        | 1,2 km   |                |        | 46° 12′ 31″ nord, 5° 59′ 33″ est (D) |                                         |
| 5. nant des Baillets       | 5. nant des Baillets       | 5. nant des Baillets       | 5. nant des Baillets       |          |                |        | (G)                                  |                                         |
| 6. ruisseau de Roulave     | 6. ruisseau de Roulave     | 6. ruisseau de Roulave     | 6. ruisseau de Roulave     |          |                |        | 46° 12′ 10″ nord, 5° 59′ 49″ est (D) |                                         |
|                            | ruisseau des Palatières    | ruisseau des Palatières    | ruisseau des Palatières    |          |                |        | (G)                                  |                                         |
|                            | ruisseau le Punais         | ruisseau le Punais         | ruisseau le Punais         |          |                |        | (D)                                  |                                         |
| 7. nant de la Chaumaz      | 7. nant de la Chaumaz      | 7. nant de la Chaumaz      | 7. nant de la Chaumaz      |          |                |        | (G)                                  |                                         |
| 8. ruisseau du Missezon    | 8. ruisseau du Missezon    | 8. ruisseau du Missezon    | 8. ruisseau du Missezon    |          |                |        | 46° 12′ 51″ nord, 5° 59′ 46″ est (D) | Appelé ruisseau de Fesnières sur France |
| 9. nant de Pralie          |                            |                            |                            |          |                |        |                                      |                                         |

## Hydrologie
L'Allondon est une rivière fort abondante, comme tous les cours d'eau issus au moins partiellement du massif du Jura[réf. nécessaire]. 

### L'Allondon à Saint-Genis-Pouilly
Son débit a été observé depuis le 28 mars 1990 , à Saint-Genis-Pouilly, localité du département français de l'Ain située à plusieurs kilomètres de distance de son débouché dans le Rhône et en amont du confluent avec son affluent majeur, le Lion, et à 430 m d'altitude. Le bassin versant de la rivière y est de 37,5 km2 (soit plus ou moins un tiers de sa totalité).
Le module de la rivière à Saint-Genis-Pouilly est de 0,866 m3/s.
L'Allondon présente des fluctuations saisonnières de débit très marquées, comme c'est bien souvent le cas pour les cours d'eau du Jura. Les hautes eaux se déroulent de l'automne au printemps (de novembre à avril inclus) et se caractérisent par des débits mensuels oscillant entre 0,95 et 1,37 m3/s. Ces crues présentent deux sommets fort nets, le premier en novembre (1,33 m3/s - pluies) et le second en mars (1,37 m3/s - pluies et fonte des neiges). Entre ces deux pics, c'est l'hiver et le débit baisse quelque peu avec un plancher en février (1,10 m3/s). Dès avril, le débit de la rivière diminue jusqu'à la période des basses eaux d'été qui ont lieu de juillet à septembre, avec une baisse du débit moyen mensuel allant jusqu'à 0,241 m3/s au mois d'août. Mais les fluctuations de débit sont bien plus prononcées sur de plus courtes périodes ou selon les années.

### Étiage ou basses eaux
À l'étiage, le VCN3 peut chuter jusque 0,011 m3/s, en cas de période quinquennale sèche, soit onze litres par seconde, ce qui peut être qualifié d'étiage sévère.
En raison de la sécheresse et des risques liés à l'étiage, le Conseil d’État de Genève, en concertation avec la commission de la pêche et la commission consultative de la diversité biologique, a adopté des mesures de protection entre le nant de Pralie et le pont des Baillets entre le 19 août et le 30 septembre 2020. Si le débit chute sous 400 l/s, les activités avec accès à l'eau seront interdites.

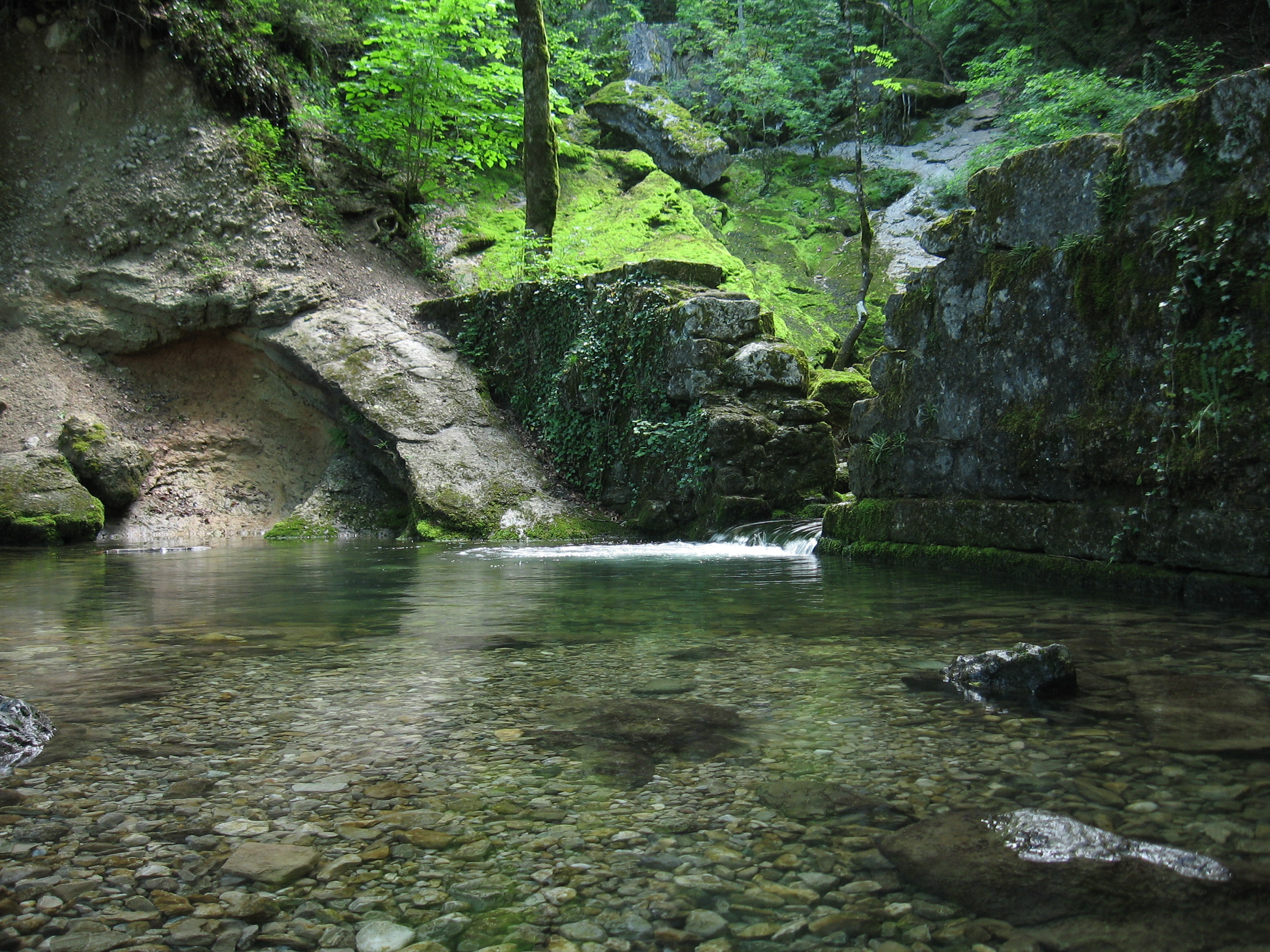
Sources de l'Allondon entre Échenevex et Crozet (Ain - France) en juillet 2008.

### Crues
Les crues peuvent être très importantes compte tenu de la taille modeste de la rivière et de son bassin versant. Les QIX 2 et QIX 5 valent respectivement 15 et 21 m3/s. Le QIX 10 est de 25 m3/s, le QIX 20 de 29 m3/s, tandis que le QIX 50 n'a pas été calculé étant donné l'insuffisance de la durée d'observation. Compte tenu de l'étendue de leur bassin respectif, ces niveaux de crue sont largement supérieurs à ceux de l'Arve par exemple (QIX 20 de 690 m3/s pour un bassin versant 55 fois plus vaste).
Le débit instantané maximal enregistré à Saint-Genis-Pouilly durant cette période de 18 ans, a été de 27 m3/s le 13 janvier 2004, tandis que la valeur journalière maximale était de 20,2 m3/s le même jour. En comparant la première de ces valeurs à l'échelle des QIX de la rivière, il apparait que cette crue n'était pas d'ordre vicennal, et donc destinée à se reproduire tous les 12-15 ans en moyenne.

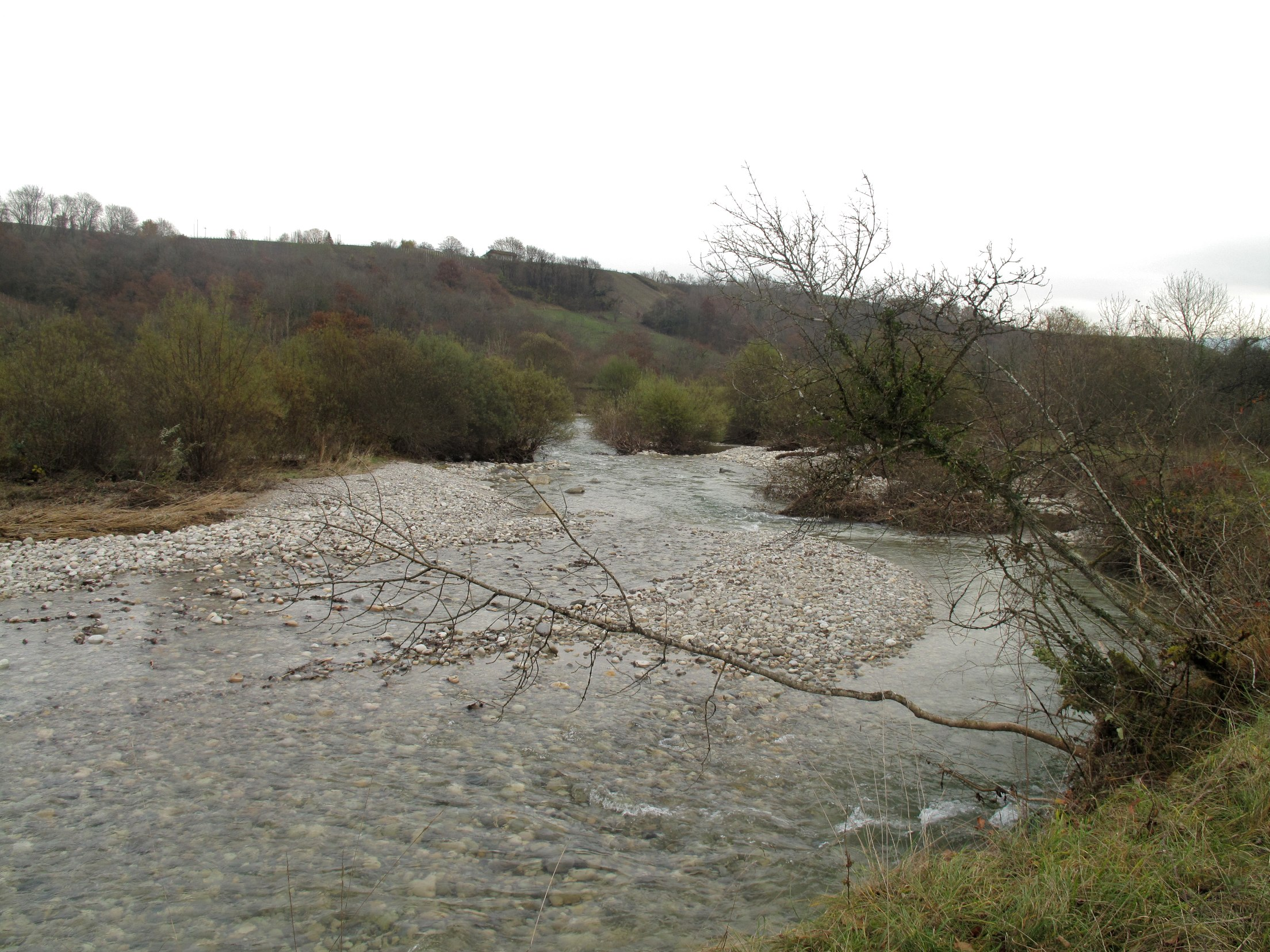
L'Allondon entre Dardagny et Russin.

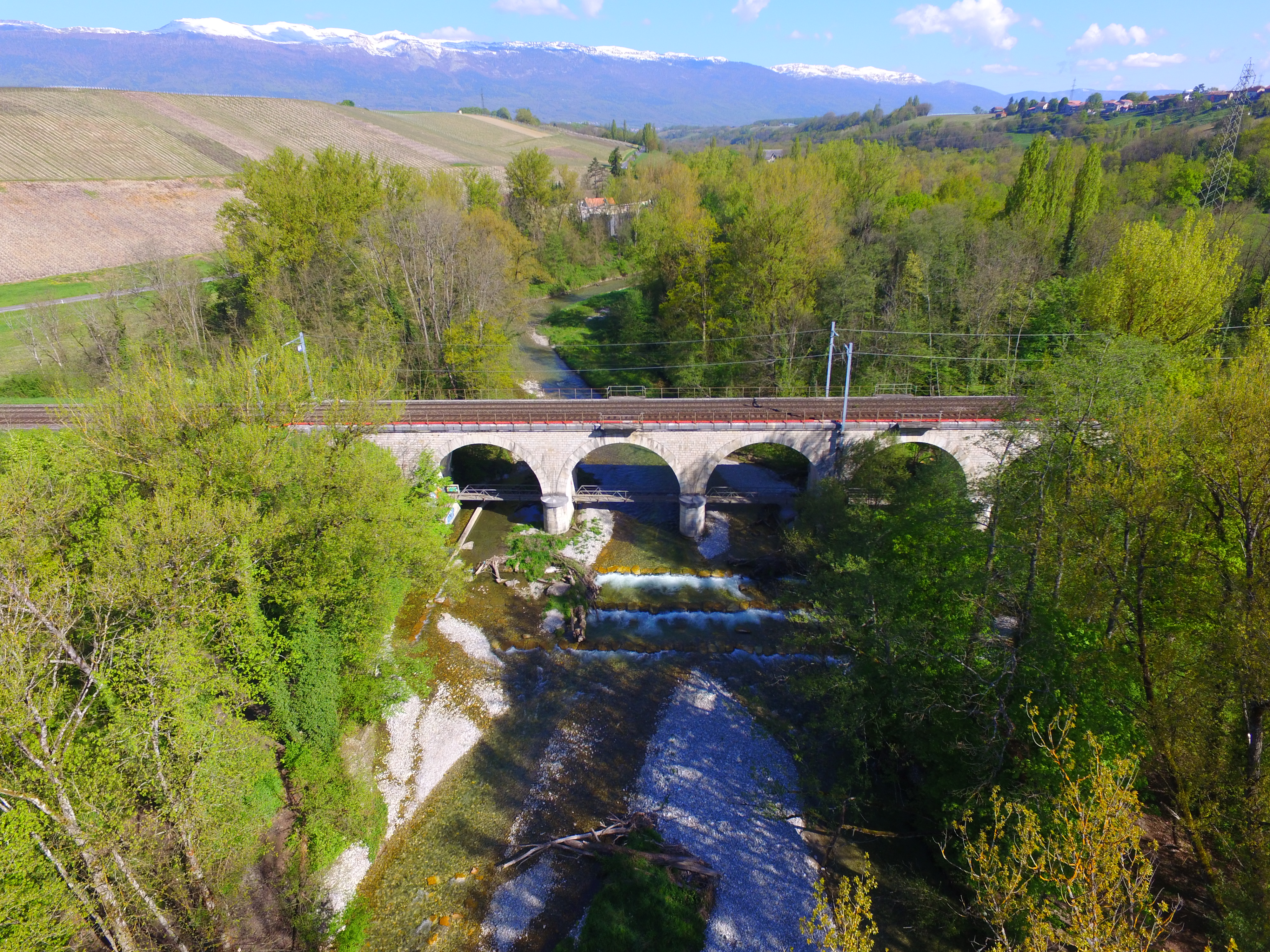
Viaduc de l'Allondon pour la ligne de Châtelaine (bif) à la frontière vers Bellegarde.

### Lame d'eau et débit spécifique
L'Allondon est une rivière abondante, puissamment alimentée par les fortes précipitations de son bassin. 
La lame d'eau écoulée dans son bassin versant est de 730 millimètres annuellement, ce qui est largement supérieur à la moyenne d'ensemble de la France tous bassins confondus, ainsi qu'à la moyenne du bassin du Rhône (670 millimètres/an à Valence et 557 mm/an à Beaucaire), mais un peu inférieur à la moyenne nationale Suisse (900 à 950 millimètres/an), bénéficiant il est vrai de la pluviométrie alpine extrêmement importante. Le débit spécifique (ou Qsp) de la rivière atteint le chiffre élevé de 23,1 litres par seconde et par kilomètre carré de bassin.

## Histoire
Dès la fin du XIVe siècle, des orpailleurs travaillaient le long de cette rivière. L'exploitation de l'or a disparu à la fin du XIXe siècle faute de rentabilité suffisante. Cependant l'orpaillage a subsisté jusqu'au XXIe siècle comme activité de loisir dans l’Allondon et ses affluents.  
Du XIVe au XVIIe siècle, diverses industries utilisaient la force hydraulique de l'Allondon et de ses affluents  par des biefs, dérivations qui amenaient l'eau jusqu'aux ateliers et moulins.  

## Activités
Dans la partie suisse une autorisation préalable de l’État de Genève est nécessaire, selon le Règlement sur la protection du paysage, des milieux naturels et de la flore (RPPMF) art. 21, pour diverses activités scientifiques, par exemple la pénétration à des fins d'étude, ou de loisir comme  l'orpaillage. 

## Aménagements et écologie

### Écologie

#### Réserve naturelle cantonale
Zone alluviale d'importance nationale pour la Suisse, le vallon de l'Allondon est une aire naturelle remarquable .
L'idée de protéger le vallon germe en 1945, après la publication d'un projet de construction d'un barrage de 25 m de hauteur et de 300 m de longueur. Les délégués d'une trentaine de sociétés décident de s'opposer aux travaux . Le projet de barrage est abandonné. La Commission des monuments et site prépare le classement par des concertations. En 1952, le Conseil d’État classe les deux rives en amont du pont des Granges. En 1955-56, on projette d'endiguer la rivière sous prétexte d'érosion. Les travaux sont limités à la protection des ponts et routes. L'Etat de Genève achète des parcelles de forêts, puis des champs, pâturages et berges. En 1963, le vallon ainsi que des affluents et bois voisins sont inscrits dans l'Inventaire des paysages et sites d'importance nationale dignes d'être protégés.
Composé d'une riche mosaïque de milieux très diversifiés, jouissant de surcroît d'un climat particulier, ce site classé réserve naturelle cantonale en 1968 est un véritable poumon de verdure. En ce qui concerne les insectes, il s'y trouve en particulier la seule population observée récemment de l'espèce Lachesilla rossica.
Toutefois, des pollutions toxiques affectent la rivière à plusieurs reprises comme durant l'été 1975 où un déversement toxique dans le Lion, un affluent de l'Allondon, empoisonne la rivière sur plusieurs kilomètres. En août 2001, un déversement de soude caustique directement dans la rivière tue plusieurs milliers de poissons.

#### Site Ramsar
Le vallon de l'Allondon est également reconnu site Ramsar dans sa partie suisse depuis le 9 novembre 1990.

#### Projet centre commercial à Saint-Genis-Pouilly
En 2021, l'Office fédéral de l’environnement ainsi que le canton de Genève en Suisse interviennent auprès des autorités de l'Ain et de Paris en France au sujet du projet du centre commercial «Open», prévu à Saint-Genis-Pouilly. Plusieurs associations environnementales des deux côtés de la frontière craignent que le projet de 50 000 m2 entraîne un assèchement de la rivière Allondon en empêchant l’eau de pluie de pénétrer dans le sol.